# Xyletobius stebbingi
Xyletobius stebbingi är en skalbaggsart som beskrevs av Perkins 1910. Xyletobius stebbingi ingår i släktet Xyletobius och familjen trägnagare.

## Underarter
Arten delas in i följande underarter:
- X. s. stebbingi
- X. s. notatus